# Santino Marella
Anthony John Carelli (14 de marzo de 1974) es un luchador profesional canadiense con ascendencia italiana que trabaja para WWE y TNA, bajo el nombre de Santino Marella.
Entre sus logros destacan el haber conseguido en dos ocasiones el Campeonato Intercontinental de la WWE, una vez el Campeonato de los Estados Unidos de la WWE, y una vez el Campeonato en Parejas de la WWE. También consiguió dos veces el Campeonato Televisivo de la OVW y la Wrestling Observer Newsletter le premió en el 2007 y 2008 con el premio de Mejor Personaje.

## Vida personal
Carelli tiene una hija.
El 1 de mayo de 2008, Carelli fue arrestado por un cargo de conducir bajo los efectos del alcohol por la policía en Tampa, Florida, pero luego fue liberado en una fianza de 500 dólares.
Lamentablemente siguió teniendo problemas pero con temas de drogas, el 27 de junio de 2010 fue detenido por conducir bajo efectos de drogas.

## Carrera

### World Wrestling Entertainment / WWE (2005-2016)

#### Ohio Valley Wrestling (2005-2007)
Carelli, comenzó practicando judo y decide ir a Japón, donde se une a los Battlearts, una federación que combina lucha y artes marciales mixtas, bajo el nombre de Joe Basko. Durante este período, afirma haber participado en algunas peleas de MMA con seis victorias por una derrota. Después de un año tiene que alejarse de Japón al tener problemas con su visa.
En los Estados Unidos, Carelli trabajó en el territorio de desarrollo de la WWE Ohio Valley Wrestling bajo el nombre de Johnny Geo Basco. Tuvo un famoso incidente con Jim Cornette cuando este le abofeteó por haberse reído de The Boogeyman cuando debería haberse mostrado asustado. Cornette fue despedido a causa de esto.
Paul Heyman reemplazó a Cornette y cambió el gimmick de Carelli al de Boris Alexiev, un luchador de shootfighting ruso. Hizo su debut el 12 de abril de 2006 con Mr. Strongko de mánager. Con su nuevo gimnick Carelli dominaba a sus oponentes usando golpes stiff y sumisiones de artes marciales, siendo su victoria más famosa contra Dewey, al que ganó en 10 segundos. El 24 de enero de 2007 Alexiev ganó el Campeonato Televisivo de la OVW derrotando a Mike Kruel, pero lo perdió contra Kruel el 7 de febrero. El 21 de ese mes derrotó a Los Locos en un handicap match, y el 28 fue derrotado por Vladimir Kozlov. Más tarde, el 14 de marzo, Alexiev recuperó el Campeonato Televisivo. Su segundo reinado duró tres días, y lo perdió contra Shawn Spears. Carelli fue enviado al roster principal de la WWE un mes más tarde.

#### 2007

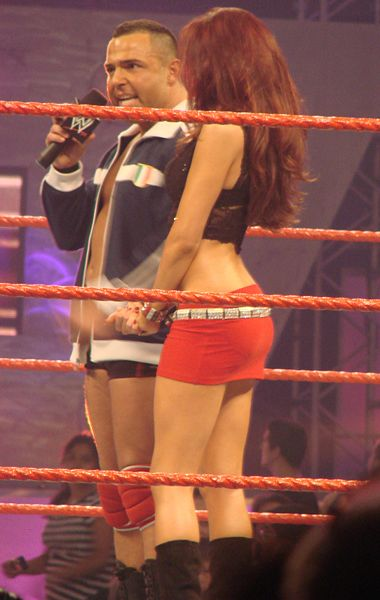
Santino Marella y Maria.

Carrelli debutó en la World Wrestling Entertainment el 16 de abril de 2007 en una edición de WWE RAW celebrada en Milán, donde fue presentado como un fan italiano de la WWE llamado Santino Marella, en honor al miembro del Hall of Fame "Gorilla Monsoon" Robert Marella. Su aparición se debió a que Vince McMahon declaró que daría a un fan del público una oportunidad por el Campeonato Intercontinental de la WWE frente a Umaga en un combate sin descalificación, y Marella resultó el elegido. Santino ganó el combate gracias a la ayuda de Bobby Lashley, ganando así el campeonato. Tras esto, Marella se autodenominó "The Milan Miracle" y se convirtió en el luchador que menos tiempo le tomo ganar el campeonato intercontinental.
Tras ganar el título se reveló Face, y entró en un feudo con Chris Masters, derrotándole en combates por el título el 7 y 14 de mayo en RAW. También, Marella retuvo con éxito su Campeonato frente a Shelton Benjamin el 21 de mayo en Heat. Su feudo con Masters terminó luego de derrotarlo en el Dark Match de One Night Stand y al día siguiente en RAW, en combates donde defendió Marella el título. La revancha contra Umaga tuvo lugar en Vengeance 2007, donde Santino ganó por descalificación; sin embargo, Marella perdería el Campeonato Intercontinental en la siguiente edición de RAW. El 9 de julio en RAW tuvo su revancha por el título contra Umaga, pero fue derrotado.
Después de perder el título, Santino se volvió Heel, siendo retratado como alguien posesivo y celoso con su (kayfabe) novia, la Diva Maria. El 30 de julio en RAW, Marella volvió a luchar por el Campeonato Intercontinental frente a Umaga, pero fue derrotado en 1 minuto. Por varias semanas Marella, lesionado de un brazo, apareció en varios segmentos de RAW, incluyendo dos "Game Shows" programados por el gerente general de RAW William Regal que concluyeron en una cita entre el luchador retirado Ron Simmons y Maria, para el enojo de Marella. El 3 de septiembre en RAW luego de que Marella creara un combate entre Maria y Beth Phoenix sin consultarle a su novia (combate que Maria perdió), Marella dijo que cuando se recuperara del brazo se vengaría de Ron Simmons, pero fue atacado con un palo de kendo por The Sandman. Esto provocó un corto feudo con Sandman, quien le derrotó el 10 de septiembre en RAW por descalificación luego que Marella lo atacara con el palo de kendo. Después del combate, Maria le dijo a Ron Simmons que ella podía terminar con Marella su relación, lo que provocó que Marella atacara a Simmons. Marella enfrentó a Ron Simmons el 24 de septiembre en RAW, siendo derrotado por Simmons por conteo de ring. Al mismo tiempo, Santino comenzó una campaña de desprestigio de la película producida por la WWE, La isla de los condenados. El 1 de octubre durante una crítica de Santino, Val Venis (estrella porno) (Kayfabe) se ofreció con colocar a Maria en una de sus películas, lo que causó el enojo de Marella atacándole en la rodilla. Esto provocó un feudo entre ambos, pactándose un combate en RAW la siguiente semana, pero Marella no luchó diciendo que "estaba ocupado esa noche", por lo que Val Venis fue derrotado por su reemplazo, Snitsky. Finalmente en el RAW emitido desde Inglaterra, Marella enfrentó a Val Venis, derrotándolo tras usar las cuerdas para apoyarse durante la cobertura. Su feudo con Ron Simmons finalizó el 22 de octubre, con derrota para Santino por descalificación.
Semana a semana siguió criticando la película La isla de los condenados, provocando que el protagonista de la película, Steve Austin, irrumpiera en el ring el 5 de noviembre en RAW y realizara un "Stunner" en Santino; tras ello, Austin duchó a Marella y Maria con la cerveza Budweiser de un camión Todo esto otorgó un toque humorístico que Santino incluyó en su gimmick. Después de ello, Santino entró en un corto feudo con Jerry Lawler, perdiendo contra él el 12 y 19 de noviembre en RAW. El feudo entre ambos terminó la semana siguiente, cuando después que Santino fuera derrotado por Chris Jericho, Lawler acudió al ring y pateó a Marella.
Más tarde, Santino formó equipo con Carlito, ganando en su debut como equipo el 17 de noviembre en RAW frente a Brian Kendrick & Paul London.

#### 2008

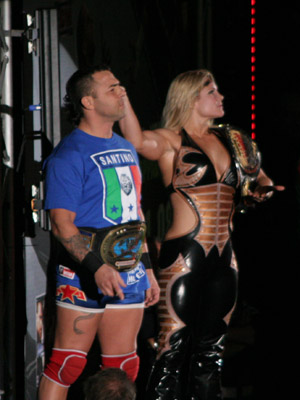
Glamarella: Marella junto a Beth Phoenix en 2008.

El 12 de enero en un House Show de RAW, Carlito & Marella derrotaron a Super Crazy & DH Smith, clasificándose al Royal Rumble. A comienzos de año, María fue elegida para la portada de Playboy, lo que ocasionó que Santino intentase impedirlo y, finalmente, rompieron la relación entre ambos. Marella participó del Royal Rumble entrando como el número 3, siendo eliminado por Undertaker. Más tarde, en WrestleMania XXIV, Maria participó en un Playboy BunnyMania Lumberjill Match, en el que Santino acompañó al equipo rival, Beth Phoenix & Melina. Santino intervino en el combate, pero fue golpeado por Jerry Lawler y el artista invitado Snoop Dogg; aun así, la irrupción costó a Maria & Ashley la derrota frente a Phoenix & Melina. La storyline terminó cuando Maria derrotó a Santino en la siguiente edición de RAW. Marella y Carlito comenzaron un feudo con los Campeones por Parejas Hardcore Holly & Cody Rhodes. Carlito y Marella no consiguieron los campeonatos el 12 de mayo en RAW por una intervención de Roddy Piper, con quién Santino inició otro feudo, en el que hubo una confrontación con Jimmy Kimmel Live!. El 18 de mayo en Judgment Day, Marella & Carlito fueron derrotados nuevamente por Cody Rhodes & Hardcore Holly en el Dark Match del evento por los Campeonatos Mundiales en Parejas. El equipo con Carlito se disolvió cuando Carlito fue enviado a SmackDown! por el Draft 2008.
Más tarde empezó un romance con Beth Phoenix, y formaron un Mixed Tag con el nombre de Glamarella. Luego comenzó un feudo con el regresante D-Lo Brown, quién le derrotó el 21 de julio en RAW. La siguiente semana, Santino hizo equipo con Beth Phoenix derrotando a D-Lo Brown & Kelly Kelly. Beth Phoenix y Santino lucharon juntos en SummerSlam contra Kofi Kingston y Mickie James, quienes poseían el Campeonato Intercontinental y el Campeonato Femenino respectivamente, ganando la lucha Santino y Phoenix, ganando el Campeonato Intercontinental y el Femenino respectivamente. Después reanudó su feudo con D-Lo Brown, siendo derrotado en un combate sin el título en juego el 18 de agosto en RAW. El feudo acabó luego que Marella le derrotara el 1 de septiembre en RAW. En No Mercy, acompañó a Beth Phoenix en su combate contra Candice Michelle, donde Santino ayudó a Beth a retener su Campeonato Femenino. Durante las siguientes semanas se propuso romper el récord de posesión del cinturón, el cual lo tenía The Honky Tonk Man, quien lo tuvo durante 64 semanas, por lo que en Cyber Sunday, Honky Tonk Man fue uno de los posibles candidatos al título junto a Goldust y Roddy Piper. En Cyber Sunday, a votación del público, se enfrentó a Honky Tonk Man, ganando por descalificación tras la interferencia de Beth Phoenix. Después de la lucha fue atacado por Honky Tonk Man, Roddy Piper y Goldust. Perdió el título el 10 de noviembre en RAW ante William Regal en Mánchester, Inglaterra. También acompañó a Beth Phoenix en su combate 5 vs. 5 Traditional Survivor Series Match donde ganó ella en Survivor Series.

#### 2009

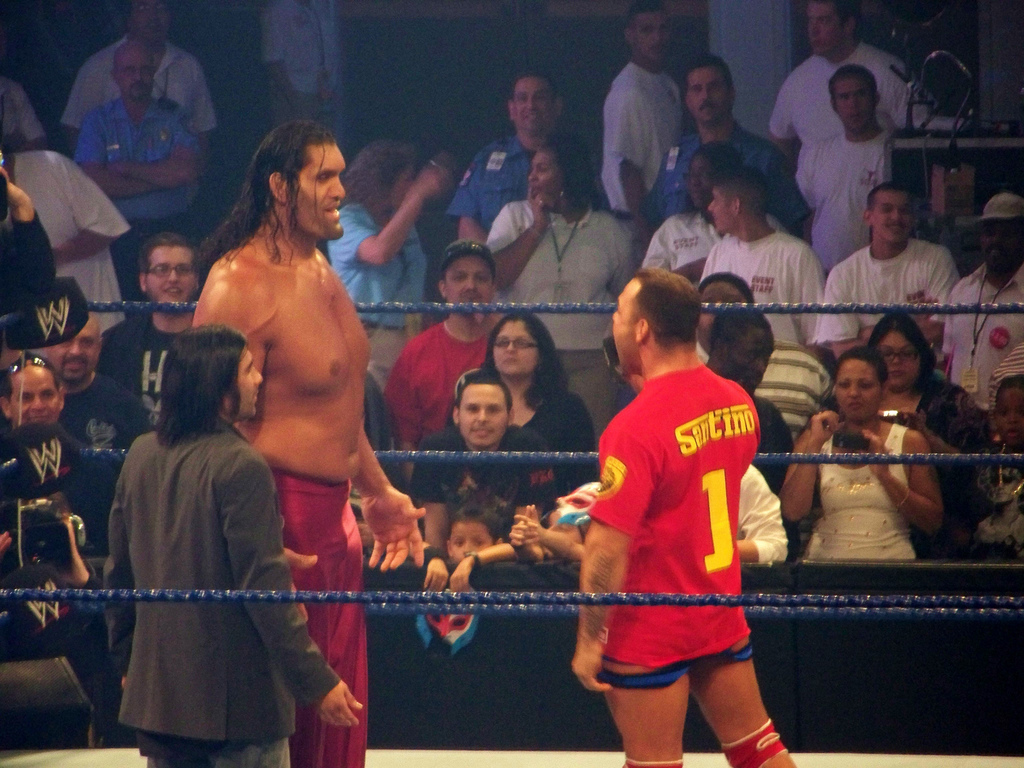
Marella contra The Great Khali en 2009.

Participó en el Royal Rumble entrando el número 28, pero fue eliminado por Kane, durando un segundo. Con este tiempo rompió el récord de la persona que ha permanecido menos tiempo en una Royal Rumble, el cual lo tenía The Warlord con 2 segundos en el Royal Rumble. Posteriormente participó en la 25 Diva's Battle Royal de WrestleMania XXV, participando disfrazado de mujer y bajo el nombre de "Santina Marella" (como la hermana melliza de Santino), ganando el combate y coronándose "Miss WrestleMania", volviéndose Face. Posteriormente, en Backlash defendió su título de Miss Wrestlemania ante Beth Phoenix, reteniéndola luego de la interferencia de The Great Khali. Posteriormente en una edición de RAW, Santino hizo un comentario ofensivo hacia la Gerente General de RAW Vickie Guerrero, provocando un feudo entre Marella y Chavo Guerrero durante el cual en Judgment Day mientras discutía con The Miz, fue atacado por Chavo. Al día siguiente se decretó un combate por el título "Miss Wrestlemania" entre Vickie y "Santina" la cual perdió el título de "Miss Wrestlemania" frente a Vickie Guerrero en la edición de RAW del 18 de mayo de 2009.
En Extreme Rules, Santina recuperó el título de "Miss WrestleMania" tras derrotar a Vickie Guerrero & Chavo Guerrero en un Handicap Hog Pen Match. Cuando Donald Trump despidió a Santina el 22 de junio en RAW, no volvió a utilizar nunca ese nombre, pero siguió siendo Face.

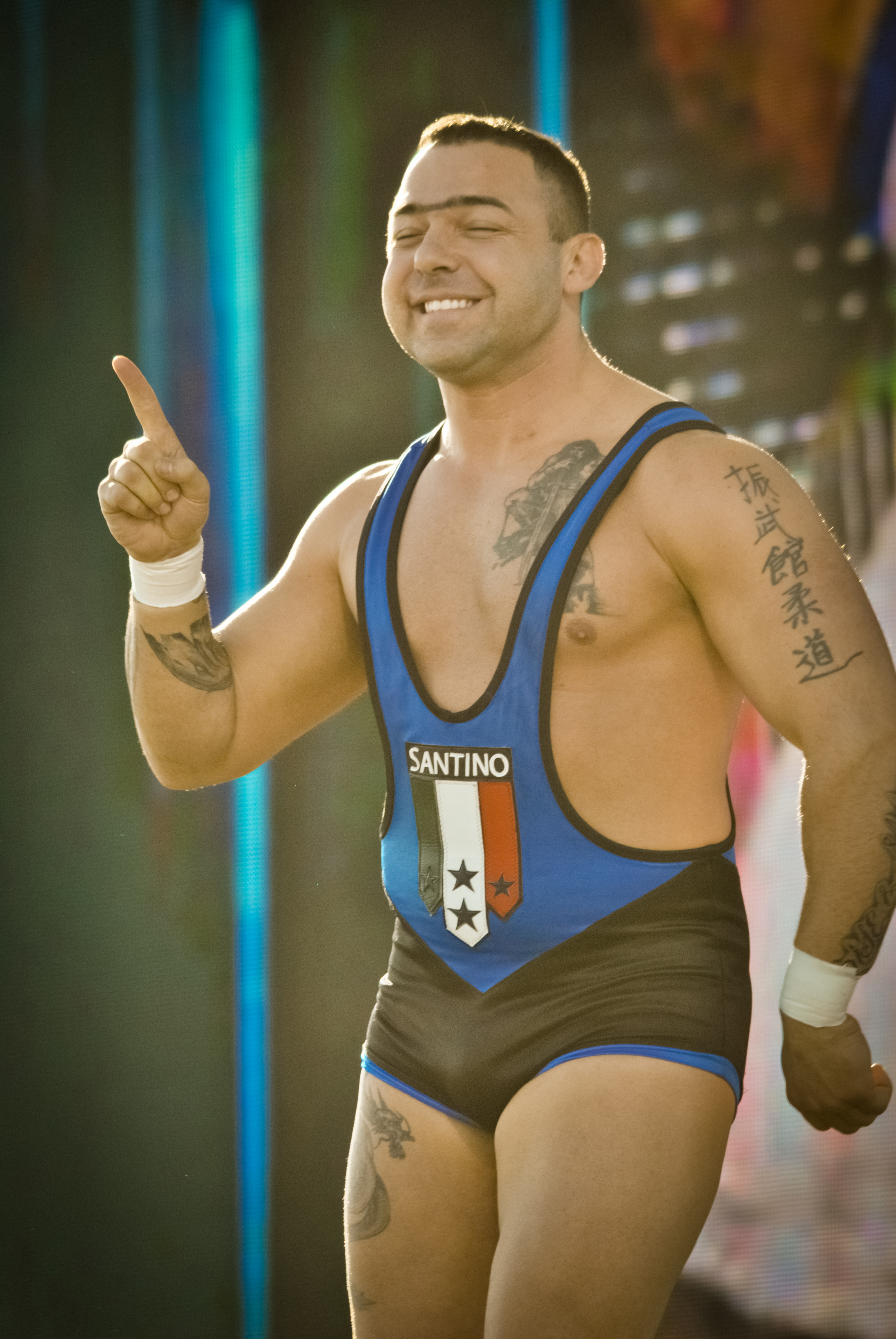
Marella en el Tribute to the Troops.

Más tarde, Santino fue incluido en el feudo entre Chavo Guerrero y Hornswoggle, ayudando a este último a ganarle varios combates y también venciendo en varios combates a Chavo con ayuda de Hornswoggle. En Survivor Series, Santino derrotó a Chavo Guerrero en el Dark Match.

#### 2010
Marella iba a participar en el Royal Rumble, pero no pudo participar tras una lesión en su mano. Tras regresar, comenzó un feudo con Jack Swagger teniendo combates con él en RAW y en Superstars, terminando el feudo el 1 de marzo con una derrota de Santino frente a Swagger en un combate clasificatorio al Money in the Bank. En WrestleMania XXVI, Santino compitió en el Dark Match en un 26-Man Battle Royal, la cual fue ganada por Yoshi Tatsu. Tras un tiempo, Marella mostró interés en formar equipo con el por entonces Heel Vladimir Kozlov, aliado de William Regal. Después de varios combates contra Marella, finalmente Kozlov traicionó a Regal y cambió a face, formando un equipo con Santino. El dúo consiguió varias victorias en RAW y Superstars contra varios equipos. Marella y Kozlov continuaron un feudo con William Regal, al cual Santino derrotó en el Dark Match de Money in the Bank. Luego de esto 9 de agosto en RAW, Santino comenzó a tener interés (Kayfabe) en Tamina, quien trató de seducirlo. Debido al interés producido en Tamina, Marella & Kozlov tuvieron un feudo con The Usos, derrotándolos en varias ediciones de RAW y Superstars. El equipo de Marella & Kozlov participó en una Tag Team Turmoil Match por el Campeonato en Parejas de la WWE en Night of Champions, pero fueron eliminados por The Usos. Luego, el 11 de octubre en RAW, Santino derrotó a Zack Ryder, clasificándose para ser miembro del Team RAW en WWE Bragging Rights. En el evento, Team SmackDown (Big Show, Rey Mysterio, Jack Swagger, Edge, Alberto Del Rio, Tyler Reks & Kofi Kingston) derrotó al Team RAW (The Miz, Santino Marella, R-Truth, John Morrison, Sheamus, CM Punk & Ezekiel Jackson), siendo Marella el primer eliminado del combate por Reks.
Posteriormente comenzó un feudo con Sheamus el cual inició después de que Sheamus insultara su forma de pelear y reto a Santino a una lucha el 25 de octubre en RAW, la cual aceptó y con ayuda de John Morrison ganó. Una semana después Sheamus tras vencer al compañero de Santino: Vladimir Kozlov, trató de atacar a Santino el cual fue defendido nuevamente por Morrison. La siguiente semana en RAW, Santino & Kozlov invitaron a Sheamus a "La hora del Té". Tras confrontar a Sheamus, Santino lo tuvo que enfrentar el mismo día, ganando por descalificación y siendo nuevamente salvado por John Morrison tras el combate. El 15 de noviembre en el RAW Old School, Marella & Kozlov vencieron a The Usos, ganando una oportunidad a los Campeonatos en Parejas. En Survivor Series, junto con Kozlov luchó por los Campeonatos en Pareja de la WWE pero fueron derrotados por The Nexus (Heath Slater & Justin Gabriel). Sin embargo, el 6 de diciembre en RAW ganó junto a Vladimir Kozlov el Campeonato en Parejas de la WWE, derrotando con ayuda de John Cena a los excampeones The Nexus (Justin Gabriel & Heath Slater), lucha en la que también participaban The Usos (Jimmy & Jey Uso) y Yoshi Tatsu & Mark Henry. Durante ese tiempo, Tamina finalmente abandonó a The Usos y se convirtió oficialmente en novia de Santino, acompañándolo en sus luchas. En la primera defensa de los Campeonatos, Santino & Kozlov derrotaron a Chavo Guerrero & Drew McIntyre el 10 de diciembre en SmackDown!. En TLC: Tables, Ladders & Chairs retuvieron el Campeonato en Parejas de la WWE frente a The Nexus (Slater & Gabriel) por descalificación después de que Michael McGillicutty lo atacara. Después del combate siguió siendo atacado por todo The Nexus.

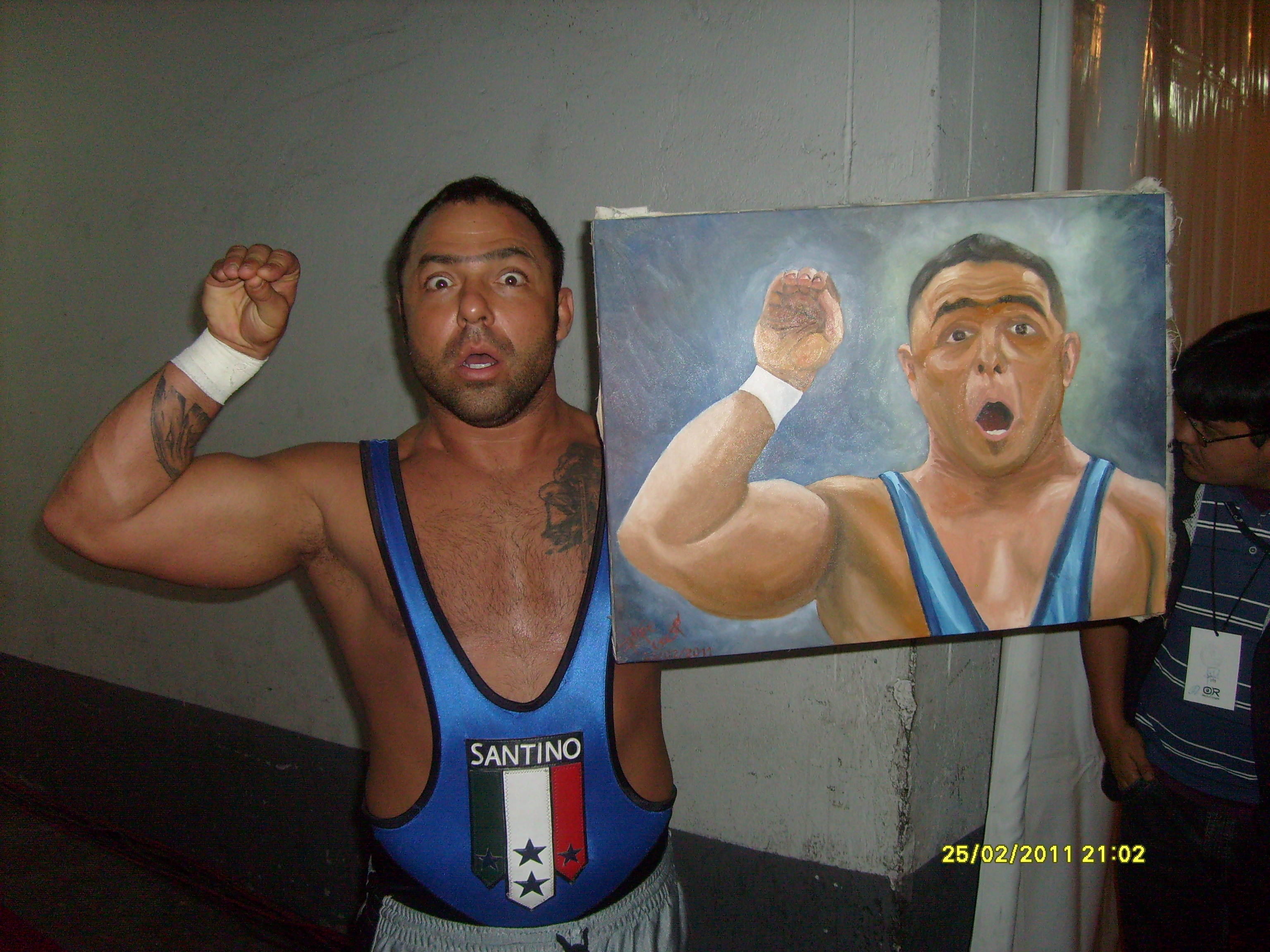
Marella junto a un retrato con pose de aplicar The Cobra en 2011.

#### 2011
A comienzos de 2011 participó en el Royal Rumble entrando como el número 37, siendo eliminado en último lugar por el ganador Alberto Del Rio. En Elimination Chamber 2011, Kozlov & Marella perdieron los Campeonatos en Parejas ante The Corre (Justin Gabriel & Heath Slater), entrando en un feudo con ellos. El 4 de marzo en SmackDown!, Santino & Kozlov tuvieron su revancha por los Títulos frente a The Corre, pero fueron derrotados. En la semana previa a WrestleMania, Kozlov fue atacado por The Corre, siendo (Kayfabe) lesionado, deshaciéndose momentáneamente su equipo con Marella. En WrestleMania XXVII formó equipo con El Big Show, Kane & Kofi Kingston donde derrotaron a The Corre (Wade Barrett, Ezekiel Jackson, Justin Gabriel & Heath Slater). El 8 de abril en SmackDown!, Santino, Show, Kane & Kingston volvieron a derrotar a The Corre en un 2-out of-3 Falls Match. Debido a la lesión de Kozlov, Santino formó el 11 de abril en RAW con Mark Henry, Evan Bourne y Daniel Bryan el stable The Apple (Allied People Powered by Loathing Everything), en parodia a The Corre; esa misma noche, Santino y su grupo fueron derrotados por The Corre. Luego de que Kozlov se recuperara volvieron a formar equipo, siendo Lumberjacks en Extreme Rules en el combate entre Big Show & Kane contra The Corre. En el Dark Match de Capitol Punishment, Santino & Kozlov derrotaron a Justin Gabriel & Heath Slater. Posteriormente en el Dark Match de Money in the Bank, Santino & Kozlov derrotaron a los Campeones en Parejas The New Nexus (David Otunga & Michael McGillicutty) en un combate sin los Títulos en juego. Santino continúo luchando en parejas junto a Kozlov en RAW y Superstars hasta que Kozlov fue liberado de WWE el 5 de agosto. Durante ese tiempo también hizo equipo con Zack Ryder enfrentándose en varias ocasiones a los Campeones en Parejas David Otunga & Michael McGillicutty en Superstars, ganando algunos enfrentamientos y siendo derrotados en otros.
La noche del 1 de septiembre Marella sufrió un accidente automovilístico. Santino volvió a la acción el 3 de octubre en RAW Super Show interrumpiendo a Jinder Mahal. Esa misma noche derrotó a Mahal. Entonces comenzó un breve feudo con Jinder Mahal, volviendo a derrotarle en el Dark Match de Survivor Series.

#### 2012
Santino derrotó a Drew McIntyre el 6 de enero en SmackDown, siendo este el primer combate de Santino en el año. Como consecuencia de la victoria, Santino se convirtió en Asistente del General Manager de SmackDown, Theodore Long. Participó en el Royal Rumble entrando como el número 9, eliminando a Ricardo Rodríguez pero siendo eliminado por Cody Rhodes. El 17 de febrero en SmackDown!, Santino ganó una Battle Royal para reemplazar a Randy Orton en la Elimination Chamber. En Elimination Chamber participó en la Elimination Chamber por el Campeonato Mundial Peso Pesado, eliminando a Cody Rhodes y a Wade Barrett pero siendo el último eliminado por Daniel Bryan.
En la edición de RAW del 5 de marzo, Santino ganó el Campeonato de los Estados Unidos a Jack Swagger. En su primera defensa, Santino derrotó a Swagger el 9 de marzo en SmackDown! en un Steel Cage Match. Fue nombrado en el equipo de Theodore Long (Santino, Kofi Kingston, R-Truth, Zack Ryder, The Great Khali & Booker T) en WrestleMania XXVIII como capitán, lucha la cual ganó el equipo de John Laurinaitis (David Otunga, Mark Henry, Dolph Ziggler, Jack Swagger, The Miz & Drew McIntyre). La noche siguiente en RAW retuvo el campeonato de los Estados Unidos contra Jack Swagger y Dolph Ziggler. En RAW del 16 de abril derrotó a David Otunga reteniendo el Campeonato de los Estados Unidos. En el Pre Show de Extreme Rules retuvo nuevamente su título esta vez contra The Miz. La siguiente noche en RAW, Marella trató de conseguir una oportunidad al Campeonato de la WWE en Over the Limit en un Beat the Clock Challenge contra The Miz, siendo derrotado. Luego comenzó un feudo con el anunciador de Alberto Del Rio, Ricardo Rodríguez tras derrotarlo el 25 de mayo en SmackDown!. En No Way Out derrotó a Ricardo Rodríguez en un Tuxedo Match. El feudo con Rodríguez terminó tras ser derrotado la siguiente noche en RAW por su patrón, Alberto Del Rio en un combate sin Título en juego. El 25 de junio en RAW retuvo su campeonato tras derrotar a Jack Swagger. 4 días después en SmackDown, él y el campeón Intercontinental Christian derrotaron a David Otunga & Cody Rhodes, clasificándose al Money in the Bank por una oportunidad al Campeonato Mundial Peso Pesado. En Money in the Bank participó en el Money in the Bank Ladder Match buscando un contrato por el Campeonato Mundial Peso Pesado, pero no logró ganar siendo Dolph Ziggler el ganador. Luego comenzó un feudo con Antonio Cesaro, quien le derrotó el 27 de julio y el 3 de agosto en SmackDown en combates sin el título en juego. En el Pre-Show de SummerSlam fue derrotado por Antonio Cesaro perdiendo el Campeonato de los Estados Unidos tras una distracción de Aksana. Marella tuvo su revancha por el título contra Cesaro el 3 de septiembre en RAW, siendo derrotado. En el Pre-Show de Night of Champions, Marella participó de una Battle Royal Match por una oportunidad al Campeonato de los Estados Unidos, pero fue derrotado. Sin embargo el 21 de septiembre en SmackDown, derrotó en un combate sin Título en juego a Cesaro, ganando una oportunidad al Título. La siguiente semana en SmackDown enfrentó a Cesaro por el título, siendo derrotado.
En el primer episodio de WWE Main Event el 3 de octubre, Santino Marella & Zack Ryder entraron en un torneo para decidir a los contendientes 1# a los Campeonatos en Parejas de la WWE, derrotando a International Air Strike (Justin Gabriel & Tyson Kidd) avanzando a las semifinales. La siguiente semana en RAW, él y Ryder (con el nombre de equipo "Team Co-Bro") fueron eliminados del torneo al ser derrotados por el Team Rhodes Scholars (Cody Rhodes & Damien Sandow). Durante esos meses, entraron en feudo con 3MB (Jinder Mahal, Heath Slater & Drew McIntyre), siendo derrotados en todos los enfrentamientos. En el Pre-Show de Survivor Series se enfrentó junto con Ryder a 3MB (Heath Slater & Jinder Mahal), pero perdieron debido a que Drew McIntyre intervino distrayéndoles. El 28 de diciembre en Smackdown iba a luchar contra Big Show por el Campeonato Mundial Pesado de la WWE, pero sufrió una breve lesión siendo reemplazado por Alberto Del Rio.

#### 2013-2014

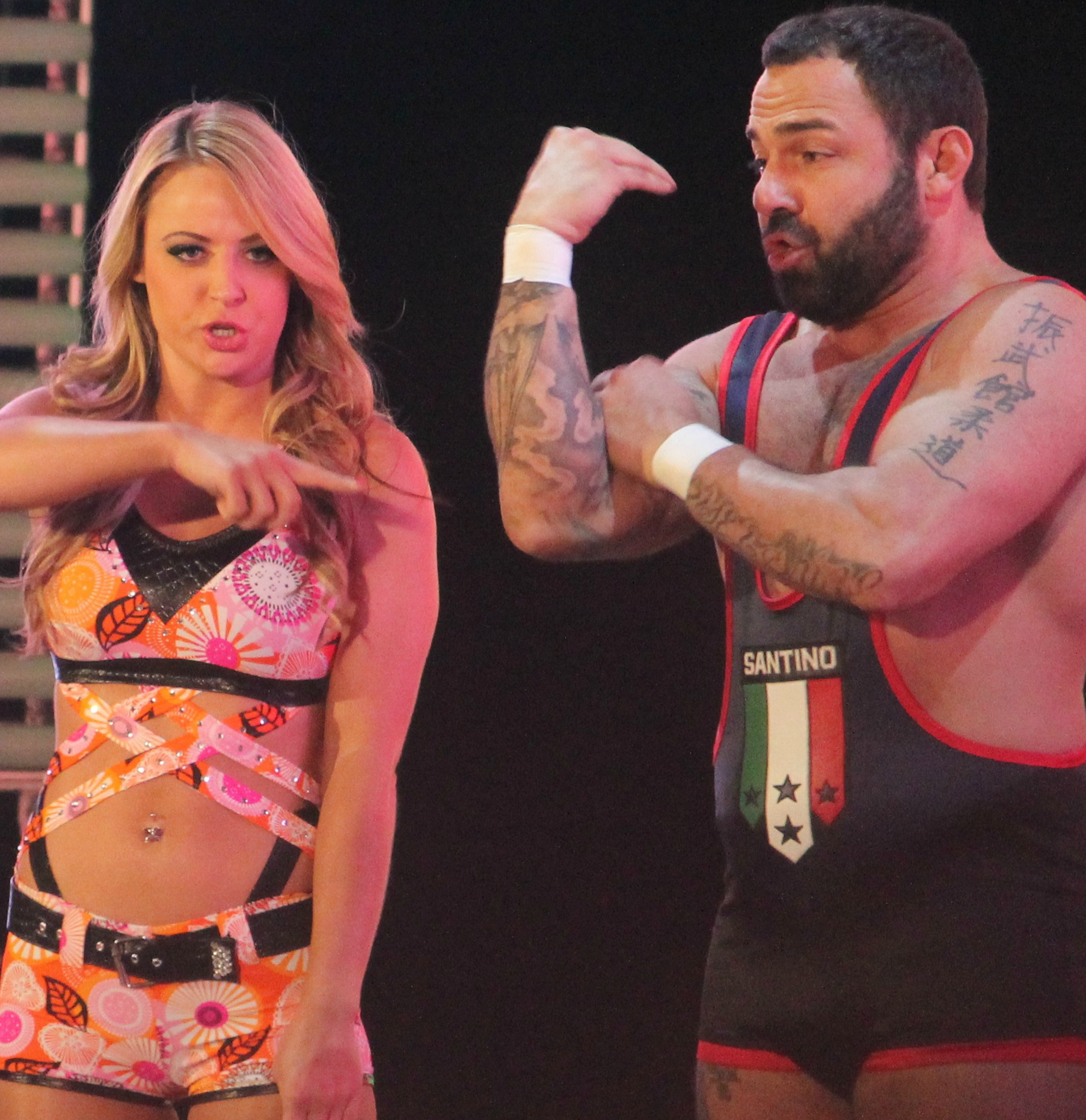
Santino junto a Emma en abril de 2014.

A mediados de enero a través de su cuenta oficial de Twitter, Marella señaló que estaba de nuevo trabajando en el gimnasio. Santino había estado lidiando con una lesión en el cuello después de una reciente resonancia magnética, los resultados no habían salido bien. A pesar de esto, el 27 de enero participó en el Royal Rumble entrando como número 5, sin embargo fue el primer eliminado por Cody Rhodes. Tras esto, estuvo meses inactivo recuperándose de su lesión. En este tiempo, abrió una escuela de lucha libre y artes marciales. Hizo su regreso el 9 de septiembre en RAW en Canadá, derrotando a Antonio Cesaro. En Battleground, Antonio Cesaro & Jack Swagger derrotaron a The Great Khali & Santino Marella. Tras meses participando en programas de la WWE, volvió a sufrir una lesión de cuello a principios de 2014. A su regreso el 3 de febrero del 2014 en RAW se alió con la Diva Emma comenzando un feudo con Fandango y Summer Rae, enfrentándose en varios programas semanales. El 6 de abril en WrestleMania XXX participó en la André the Giant Memorial Battle Royal, pero fue eliminado por Alberto Del Rio. El 5 de mayo en RAW participó en un Battle Royal por el Campeonato de los Estados Unidos, pero fue eliminado por Ryback y Curtis Axel. Después Marella y Emma continuaron su feudo con Fandango y su nueva bailarina Layla. 

#### Semi-retiro (2014-2016)
El 6 de julio, durante un House Show en Toronto, anunció su retiro al sufrir una tercera lesión de cuello. El 16 de septiembre del 2014, Marella se sometió a la cirugía con éxito en el cuello. Después de eso, comenzó a entrenar para un regreso a la lucha libre después de un retiro de dos meses. El 25 de noviembre en Raw hizo su regreso en un segmento con Larry the Cable Guy para promocionar la película Jingle All the Way 2 y en el backstage Kane le echó mostaza por encima ya que estaba vendiendo comida en la arena y Santino se rio de él. El 5 de diciembre, estuvo como Gerente interino de SmackDown. Ha hecho dos apariciones en la WWE desde su regreso, haciendo aparición en el Raw del lunes 21 de diciembre de 2015 entregando un premio Slammy, el cual reconoce a las mejores superestrellas de la WWE y el día posterior en el programa SmackDown en una versión en vivo, acompañando a Kane y a The Dudley Boyz en un Tag-team match contra The Wyatt Family. Finalmente el 6 de mayo de 2016, fue puesto en libertad junto a otras superestrellas.

### Retiro y últimas luchas (2017-2019)
El 17 de junio de 2017, Marella anunció que saldría de su retiro para un último combate de Destiny World Wrestling, que opera desde sus instalaciones de Battle Arts Academy, el 27 de agosto. Marella había anunciado que se asociaría con Alberto El Patrón contra RJ City y Stone Rockwell. A la luz de los problemas legales de El Patrón, se anunció que sería reemplazado en el combate por Chavo Guerrero Jr. Después del combate, Marella anunció formalmente el final de su carrera en el ring. El 5 de noviembre de 2017, apareció en la audiencia para Impact Wrestling que está determinada por la gloria evento. Carelli sigue colaborando con Impact Wrestling, copresentando el programa Behind the Lights en Twitch. El 23 de julio de 2018, apareció en una grabación de Impact Wrestling TV, en la esquina de Dustin Quicksilver. Quicksilver perdió ante Austin Aries después de que Carelli tirara la toalla en su nombre. En julio de 2019, Marella regresó al ring en un espectáculo de Battle Arts Academy, luchando en un truco inspirado en MMA. El 14 de septiembre de 2019, apareció en vivo en Bloodsport II de Josh Barnett como él mismo, Anthony Carelli.

### Apariciones esporádicas en WWE (2019-presente)
El 22 de julio de 2019, Marella apareció en el show de Raw Reunion en una parodia entre bastidores. En 2020 en el Royal Rumble Femenino Santino regreso con su personaje Santina Marella tras 10 años sin usar ese gimmick entrando en la posición 29 en la batalla real donde tuvo un intercabio de miradas con su excompañera Beth Phoenix y al verse acorralado por ella y otra combatiente se autoaplico una Cobra y se autoelimino del Royal Rumble.
Aunque tuvo apariciones tras bastidores en NXT (esto como parte de la alianza de WWE y TNA), Santino hizo su regreso el 25 de febrero de 2025 en NXT donde pactó una lucha titular entre The Hardy Boyz (quienes también hicieron su regreso) frente a Fraxiom (Nathan Frazer y Axiom) por el Campeonato Mundial en Parejas de TNA en Roadblock.

## Campeonatos y logros
- DDT Pro-Wrestling

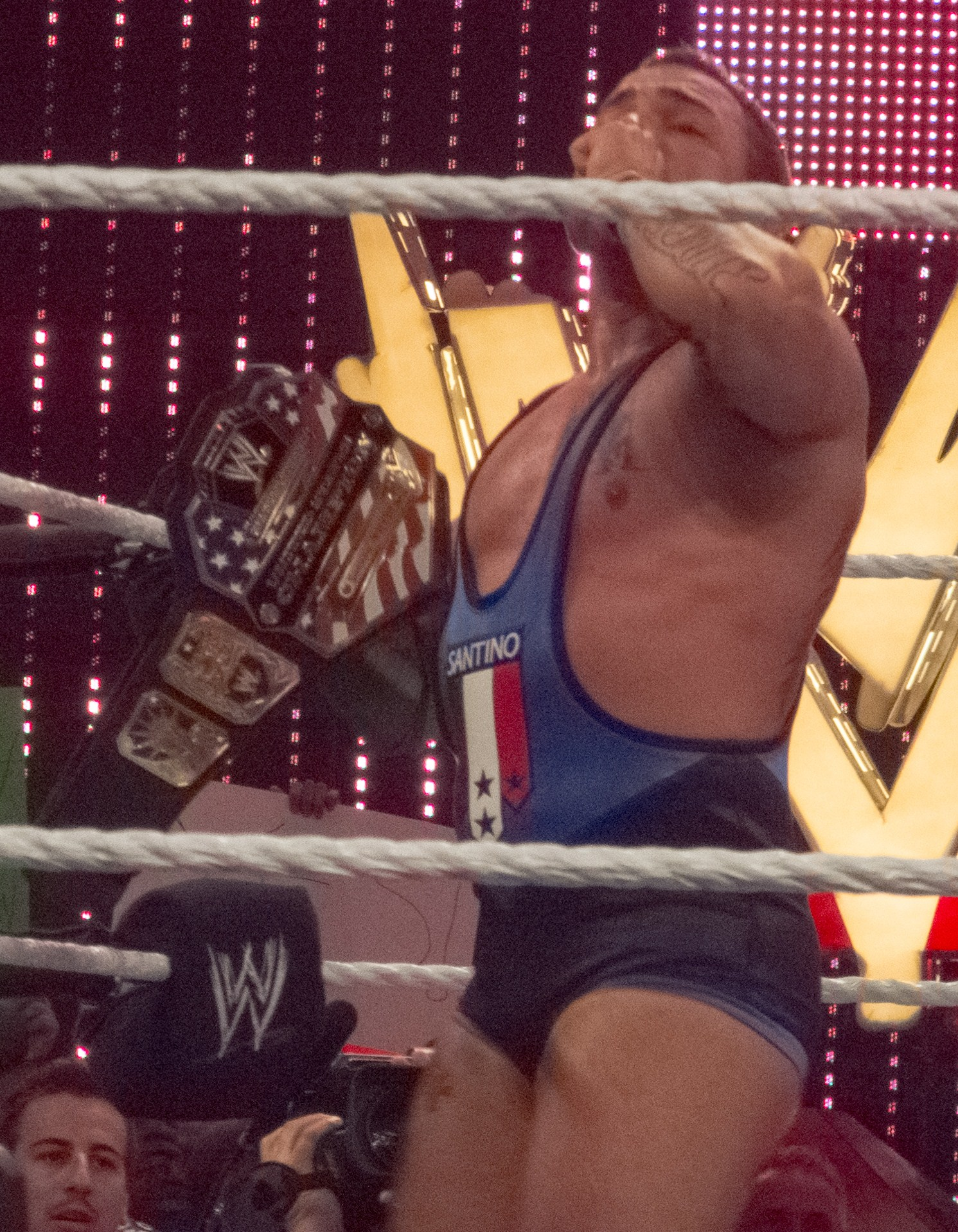
Marella como Campeón de los Estados Unidos.

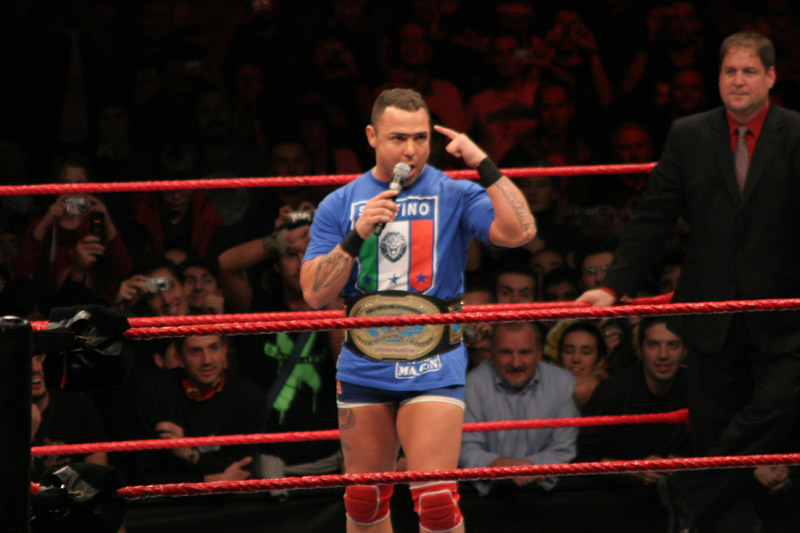
Santino Marella como Campeón Intercontinental.

  - Ironman Heavymetalweight Championship (1 vez)[53]
- Ohio Valley Wrestling
  - OVW Television Championship (2 veces)[54]

- World Wrestling Entertainment/WWE
  - WWE Intercontinental Championship (2 veces)
  - WWE United States Championship (1 vez)
  - WWE Tag Team Championship (1 vez) - con Vladimir Kozlov
  - Miss WrestleMania (2 veces) - como Santina Marella
- Pro Wrestling Illustrated
  - Situado en el N°179 en los PWI 500 de 2007[55]
  - Situado en el Nº91 en los PWI 500 de 2008[56]
  - Situado en el Nº97 en los PWI 500 de 2009[57]
  - Situado en el Nº350 en los PWI 500 de 2010[58]
  - Situado en Nº100 en los PWI 500 de 2011[59]
  - Situado en el Nº60 en los PWI 500 de 2012[60]
- Wrestling Observer Newsletter
  - WON Mejor personaje (2007) - Estereotipo italiano
  - WON Mejor personaje (2008) - Estereotipo italiano
  - Situado en Nº12 del WON Mejor en entrevistas de la década (2000–2009)[61]